# 城固县
33°9′25.67″N 107°20′2.15″E / 33.1571306°N 107.3339306°E
城固县位于中国陕西省西南部、汉中盆地中部，是汉中市下辖的一个县，区域总面积为2265平方公里，常住人口约44.5万人。

## 历史
前312年，楚人伐秦，秦败楚师于丹阳，取地六百里置汉中郡，同时置成固县，“盖始为城，而冀其巩固之意也”，故名“成固”。南朝刘宋时期改“成固”为“城固”，隶益州，属汉中郡辖。据《太平寰宇记》载：北朝魏宣武帝“正始中城固县（城固汉王城附近）移居壻乡川，即今理。”

## 人口
2020年末，汉中市第七次全国人口普查主要数据公报显示：城固县常住人口为442035人，男性人口占比49.79%，女性人口占比50.21%，年龄结构中0-14岁占比17%，15-59岁占比57.57%，60岁以上占比25.44%，65岁以上占比18.75%。

## 地理

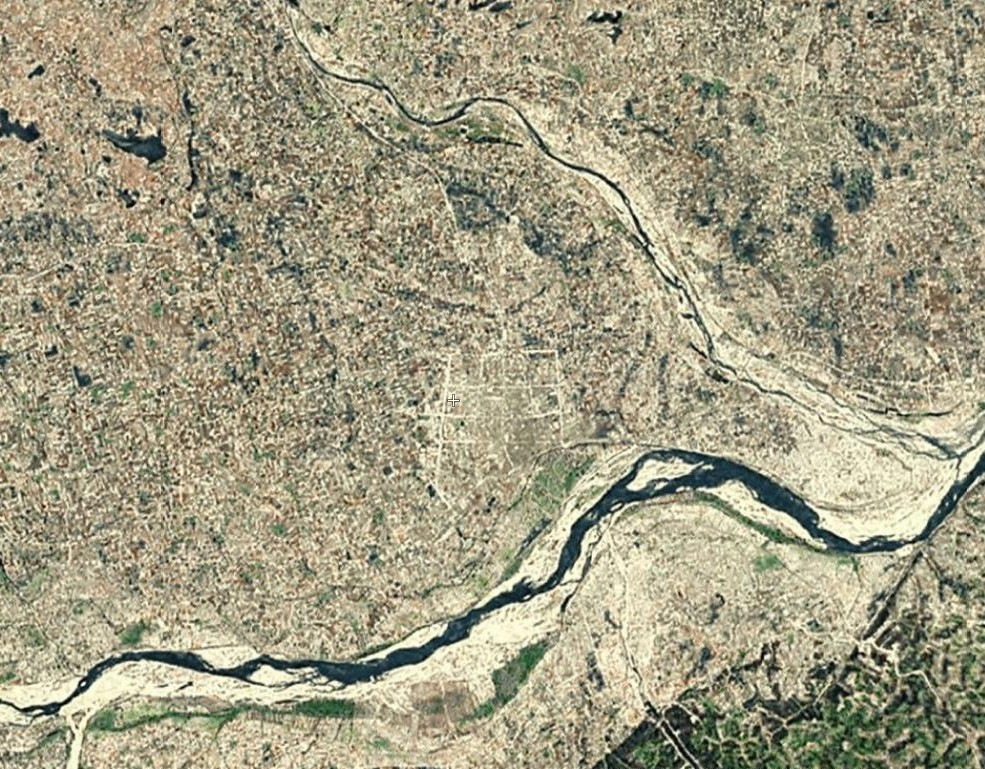
城固县卫星示意图

本县南北狭长，汉江横贯中部，地势南北高，中部低。气候温暖湿润，年降水量约800到1200毫米。

## 行政区划
城固县下辖2个街道办事处、15个镇：
博望街道、莲花街道、龙头镇、沙河营镇、文川镇、柳林镇、老庄镇、桔园镇、原公镇、上元观镇、天明镇、二里镇、五堵镇、双溪镇、小河镇、董家营镇和三合镇。

## 交通
- 316国道、 345国道过境。

## 古迹
- 在县城博望镇西北饶家营村有汉张骞墓。
- 县城正西柳林镇李固庙村有李固墓。
- 县城西北老庄镇有洞阳宫。
- 县城西南上元观镇与董家营镇交界处有南沙河风景区地母庙。
  - 城固地母庙兴建于东汉献帝二年（公元191年）。距今已有1800余年，历朝历代民众虔诚拜谒，香火鼎盛。据闻清代后期由广东罗浮山传入台湾，故台湾流传的《地母经》卷首载有“光绪九年正月初九陕西汉中府城固地母庙飞鸾传经”之说（飞鸾，亦称扶鸾、扶乩，依神灵附体托笔，于沙盘书写上谕圣训）。近年来台湾宗教人士和道教信众，来城固旅游观光，拜竭地母圣神。2014年4月，台湾中华地母至尊道教会理事长杨瑞德一行26人来到城固县五郎关拜谒地母圣神。[4][5]
  - 后土神，在台湾普遍被称为“地母”，通常的称呼有“地母至尊”、“虚空地母”等。欲知地母神在台湾的影响，参见：后土神词条说明。

- 城固文庙，位于城固师范学校附属小学校内，1984年被列为县级重点文物保护单位，2008年被列为第五批陕西省文物保护单位。[6]现仅存大成殿，始建于北宋崇宁二年（1103年），重修于清康熙年间，1956年大修，文革破四旧时屋脊檐饰被毁。砖木结构，单檐歇山顶，面阔30米，进深三间，高约12米。[7]

- 萧何墓，（详见：萧何）位于今博望镇谢家井办事处杜家漕村 ，2008年被列为第五批陕西省文物保护单位。[6]

- 樊哙墓，（详见：樊哙）位于今莲花街道黄家村，2008年被列为第五批陕西省文物保护单位。[6]

## 小吃
- 面皮：以大米为原料磨制成浆，再放入笼屉中蒸制而成。出锅后面皮薄但不易断，拌入辣椒油、酱油、醋、盐、蒜水等佐料。面皮是城固乃至整个汉中地区百姓喜欢食用的地方小吃，以麻、辣、酸而闻名，尤以城固面皮著称，为外地游客必来品尝的一道地方小吃。相传始于秦汉时期，当时驻守当地的北方籍士兵喜食面食，而当地以大米为主食，因思乡之情而发明。
- 菜豆腐：由“浆水菜”（用蒸制米饭时剩下的米汤腌制青菜而成，具有独特酸味的地方泡菜。）的酸汤和豆浆煮制而成，食用时蘸辣椒、香菜等配制的佐料。当地百姓常与面皮共同食用，外地游客可能不适应其口味。

## 抗日战争期间的文教
- 国立西北工学院
- 国立西北大学